# Hibbard Apartment Building
El Hibbard Apartment Building es un edificio de apartamentos ubicado en 8905 East Jefferson Avenue de la ciudad de Detroit, la más importante del estado de Míchigan (Estados Unidos). Se encuentra directamente adyacente a The Kean. Fue incluido en el Registro Nacional de Lugares Históricos en 1985.

## Descripción
El Hibbard es una estructura de nueve pisos con 40 unidades. El exterior es principalmente de ladrillo rojo, con piedra caliza en los dos primeros pisos. La fachada está decorada con elementos como balaustradas, frontones y quoins. Un par de guirnaldas se encuentran debajo de la cornisa.

## Importancia
El edificio se destaca por su atractivo diseño neorrenacentista. Además, el Hibbard se destaca por su arquitecto, Robert O. Derrick, quien también diseñó el Museo Henry Ford de Dearborn, Míchigan.
Actualmente, Rock Management gestiona el edificio como un edificio de apartamentos.